# 杜布羅瓦 (烏克蘭)
49°31′2″N 24°4′34″E / 49.51722°N 24.07611°E

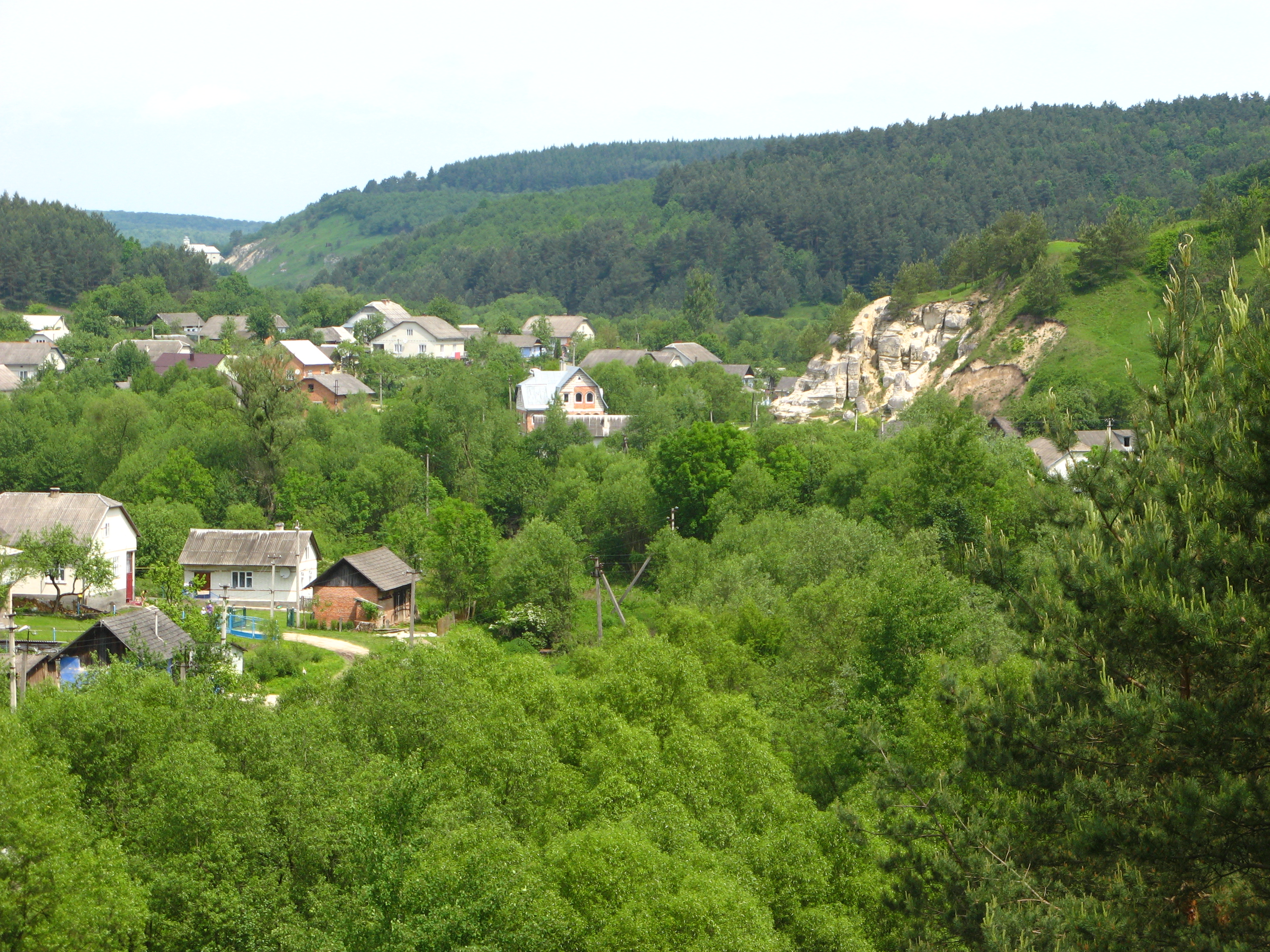

杜布羅瓦（烏克蘭語：Дуброва），是烏克蘭的村庄，位於該國西部利沃夫州，由斯特雷區特羅斯佳內茨市鎮負責管轄，始建於1340年，面積0.98平方公里，海拔高度284米，2001年人口431。